# 孙州
孙州，中国古代的州。
唐朝武德五年（622年），设置孙州，隶属于南昌州总管府。治所在南昌县（今江西省南昌市新建区），下辖南昌县、新吴县（今江西省奉新县会埠镇官村）。武德八年（625年）废孙州、南昌县，新吴县改属洪州。 
孙州刺史
- 王戎（622年—623年）